# دماغه سنت ماری
کیپ سنت ماری (انگلیسی: Cape Sainte Marie) (به معنی دماغه سنت ماری) نام یک شهر و جنوبی‌ترین نقطه ماداگاسکار در منطقه آندروی است. این شهر محل زیست‌گاه ویژه کیپ سنت ماری نیز می‌باشد که یک زیست‌گاه طبیعی است و بیشتر مساحت دماغه را اشغال می‌کند. این زیست‌گاه در سال ۱۹۶۲ بنیاد گذاشته شده است.